# Panagiotis Lafazanis
Panagiotis Lafazanis (Grieks: Παναγιώτης Λαφαζάνης) (Elefsina, 19 november 1951) is een Griekse politicus.

## Leven en werk
Panagiotis Lafazanis heeft wiskunde gestudeerd aan de Universiteit van Athene. Hij is lid geweest van het centrale comité van de KNE, de jonge communisten van Griekenland, en is lid geweest  van de Communistische Partij van Griekenland (KKE). 
In 2000 werd hij in het Griekse parlement gekozen als vertegenwoordiger van het tweede kiesdistrict van Piraeus voor de partij Synaspismos, waarvan hij sinds 1992 lid was, die later in SYRIZA opgegaan is. Tijdens zijn studietijd was hij in 1973 betrokken bij de bezetting van de rechtenfaculteit van de Universiteit van Athene. Voor zijn verzet tegen het Kolonelsregime is hij veroordeeld geweest.
Op 21 augustus 2015 kondigde hij de oprichting van een nieuwe partij aan tijdens een persconferentie in het Griekse parlement, de Volkseenheid. Deze partij haalde echter niet de kiesdrempel bij de parlementsverkiezingen van september 2015.

## Persoonlijk leven
Panagiotis Lafazanis is gehuwd en heeft twee dochters.